# Jillian Loyden
Jillian Loyden (Vineland, 25 giugno 1985) è un'ex calciatrice e allenatrice di calcio statunitense, di ruolo portiere.

## Carriera

### Giocatrice

#### College
Jilian Loyden ha frequentato e si è laureata alla Villanova University. Ha giocato nel ruolo di portiere per i Villanova Wildcats. Durante il suo ultimo anno ha mantenuto una media gol subiti pari a 0,52, la decima in tutti gli Stati Uniti d'America.

#### Club
Nel 2009 è stata chiamata al draft al sesto giro (37º scelta in assoluto) per la stagione inaugurale della Women's Professional Soccer. Durante la stagione alla Saint Louis Athletica è stata il portiere di riserva di Hope Solo. Ha esordito con il club il 23 maggio a Chicago, durante l'incontro ha effettuato sei parate in una vittoria per 2 a 0 che le hanno permesso di essere nominata come WPS Player of the Week.
Nel 2010 è stata il portiere titolare nei Chicago Red Stars giocando durante la stagione 23 partite.

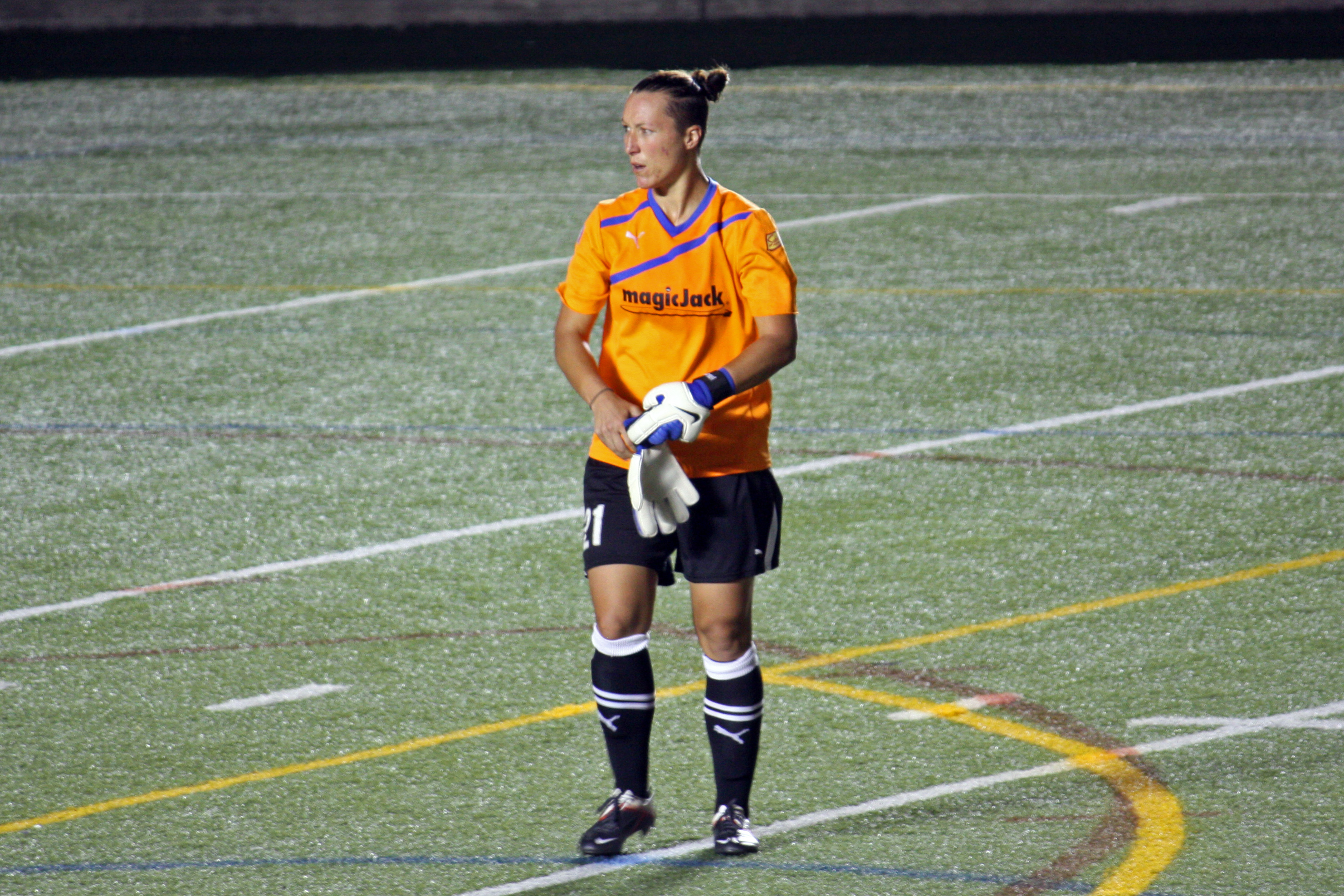
Jill Loyden con la maglia del Magic Jack.

Durante il 2011 è stata il portiere del MagicJack. Ha giocato dall'inizio in otto partite della stagione regolare qualificandosi con la squadra per i playoff.
L'11 gennaio 2013 viene annunciato il suo arrivo al Sky Blue, squadra iscritta nella neoistituita National Women's Soccer League.

### Nazionale
Loyden inizia ad essere convocata dalla Federcalcio statunitense nel corso del 2010, chiamata dalla selezionatrice Pia Sundhage per una serie di stage con la nazionale statunitense.
Il suo debutto avviene il 2 ottobre 2010, scendendo in campo da titolare nell'amichevole vinta 2-1 sulla Cina, rimanendo poi nel giro della nazionale anche se un infortunio ad una mano subito nel gennaio 2011 la tiene distante dai campi di gioco per qualche mese. Sundhage decide di inserirla nella lista delle 21 giocatrici in rosa per la fase finale del Mondiale di Germania 2011, come terzo portiere a fianco di Hope Solo e Nicole Barnhart, senza tuttavia essere mai impiegata nel corso del torneo. Negli anni successivi continua ad essere convocata anche se impiegata solo saltuariamente. Sundhage dopo averla valutata, insieme a Christen Press, Lori Lindsey e Meghan Klingenberg, deciderà infine di non inserirla nella rosa della squadra impegnata alle Olimpiadi di Londra del 2012, e dopo il torneo con l'avvicendamento sulla panchina di Jillian Ellis, ad interim, e poi di Tom Sermanni le occasioni per scendere in campo rimasero relegate a qualche amichevole e a due edizioni dell'Algarve Cup, nel 2013 e 2014.
Loyden ha deciso di rinunciare alla nazionale nell'ottobre 2014, adducendo la necessità di concentrarsi sull'educazione di suo nipote, la cui madre (Britton, la sorella minore di Loyden) venne uccisa dalla sua fidanzata nel 2012.

### Allenatrice
Il 4 febbraio 2016 è stata designata come vice allenatrice del Sky Blue FC dove ha in precedenza giocato.